# Six Jours de Crémone
Vous venez d’apposer le modèle de débat d'admissibilité.
Avant toute chose, veuillez créer la page de débat correspondante en cliquant ici.
- Une fois la page de vote initialisée, rafraîchissez cette page, et le bandeau prendra son aspect définitif.
- Si votre débat d'admissibilité est groupé (le motif et l’argumentation doivent être les mêmes), modifiez cette page pour ajouter au modèle le paramètre « cat » suivi du nom de la page de discussion de l’article pour lequel la page de débat existe déjà (ex. : cat=Discussion:Nom_de_l'autre_article). Ensuite, suivez les nouvelles instructions qui apparaissent.
- Vous pouvez également utiliser le paramètre « type » pour faciliter l’accès aux critères d’admissibilité. Exemple : {{suppression|type=mot-clé}}. Liste des mots-clés existants : fiction, musique, art visuel, fanzine, jeu de société, porno, sportif, association, enseignement, société, site web, route, nombre, (Liste complète ici).

| 1. | Créez la page de débat d'admissibilité.                                                                      | Sauvegardez d’abord la page pour l’initialiser puis indiquez votre motivation.              |
| 2. | Important : ajoutez une entrée dans la section Débat d'admissibilité du jour.                                | Utilisez ce texte : *{{L\|Six Jours de Crémone}}                                            |
| 3. | Pensez à informer les contributeurs principaux de la page et les projets associés lorsque cela est possible. | Utilisez ce texte : {{subst:Avertissement débat d'admissibilité\|Six Jours de Crémone}}~~~~ |

Les Six Jours de Crémone (en italien : Sei giorni di Cremona) sont une ancienne course cycliste de six jours disputée à Crémone, en Italie. 

## Histoire
L'épreuve est fondée à Crémone en 2009.
Cette première édition, disputée au mois de février, consacre la paire argentine Sebastián Donadío et Walter Pérez.
L'édition 2010 est annulée en raison de difficultés économiques. 

## Palmarès
| Année | Vainqueur                      | Deuxième                            | Troisième                  |
| ----- | ------------------------------ | ----------------------------------- | -------------------------- |
| 2009  | Sebastián Donadío Walter Pérez | Alexander Aeschbach Franco Marvulli | Angelo Ciccone Marc Hester |